# Pašilaičiai

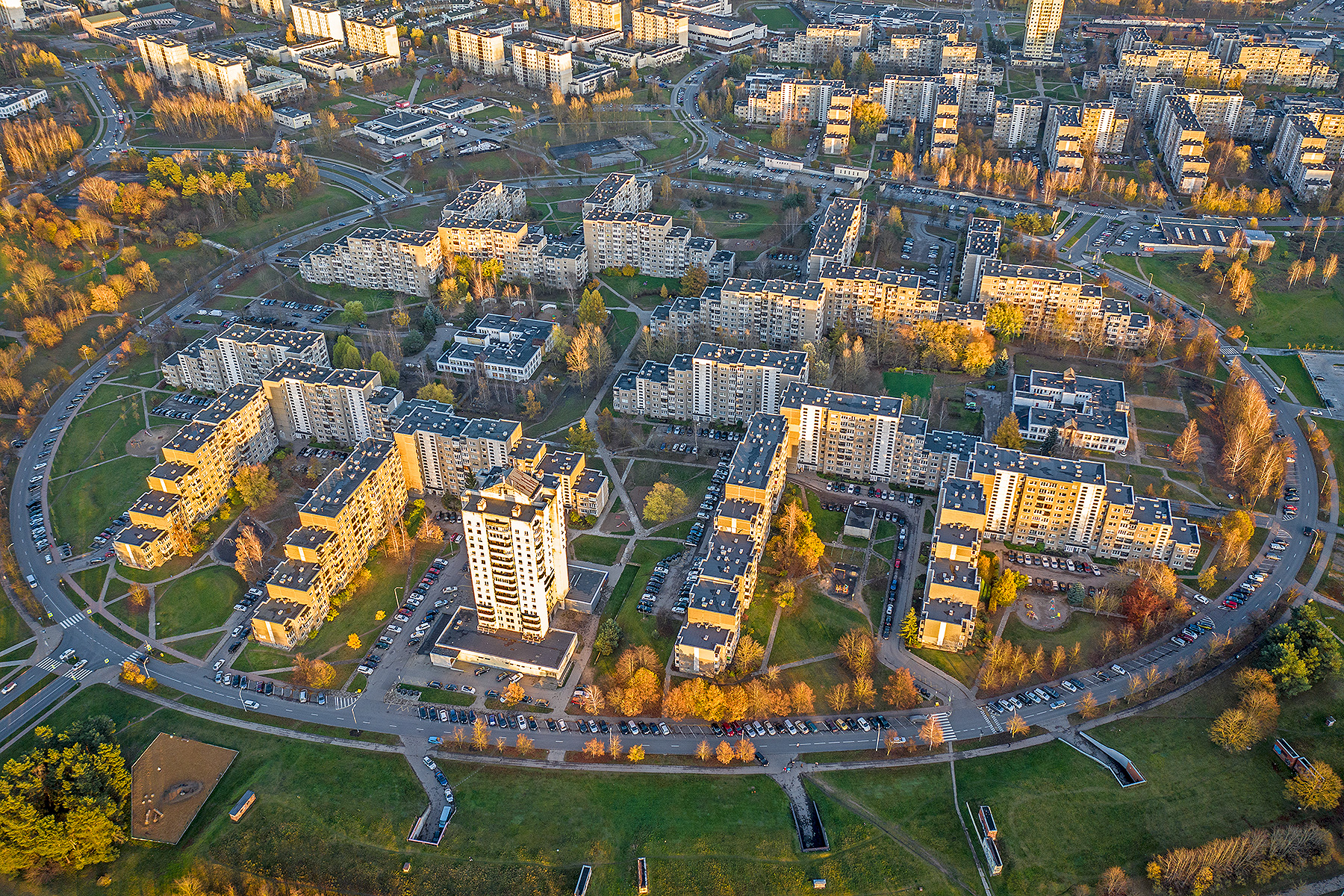
Luftbild

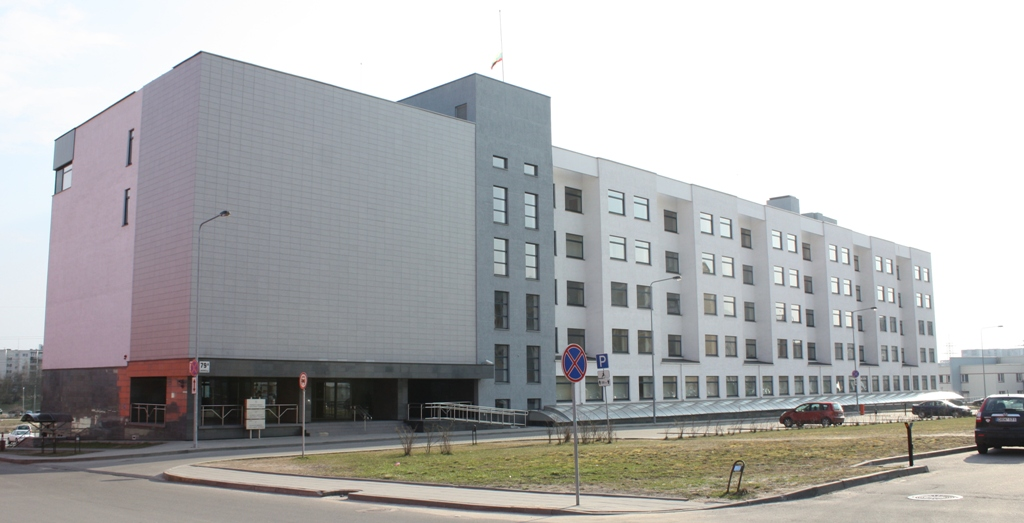
Stadtkreisgericht Vilnius

Pašilaičiai (polnisch Poszyłajcie, lit. šilas 'kleiner Wald') ist ein Stadtteil im Nordwesten der litauischen Hauptstadt Vilnius, im Osten von Laisvės prospektas, an der Westumgehung Vilnius.  Er besteht aus mehreren Hauptstraßen. Hier befindet sich das Stadtkreisgericht Vilnius, ein litauisches Gymnasium, ein russisches Gymnasium, ein litauisches Progymnasium, eine Grundschule, 5 Kindergärten, die Poliklinik der Rajongemeinde Vilnius und andere Objekte. 

## Geschichte
Pašilaičiai wurde als Dorf im 18. Jahrhundert erwähnt. Im 19. Jahrhundert war es ein Teil der Wolost Riešė. 1953 gab es 200 Einwohner in der Sowjetzeit. Mit dem benachbarten Dorf Pavilonys befand es im heutigen Gebiet des Stadtbezirks in der Nähe von Vilnius.
Die ersten Mehrfamilienhäuser entstanden 1986 in Sowjetlitauen. 1987 wurde modernes Einkaufszentrum gebaut.

## Galerie

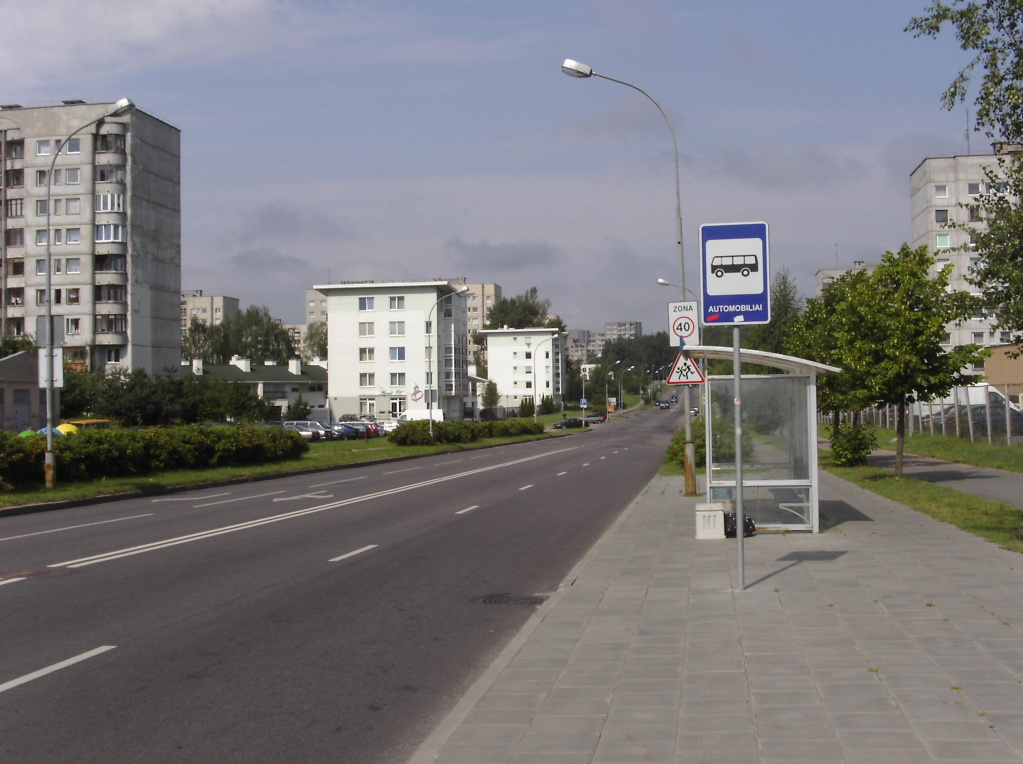
Pašilaičių gatvė
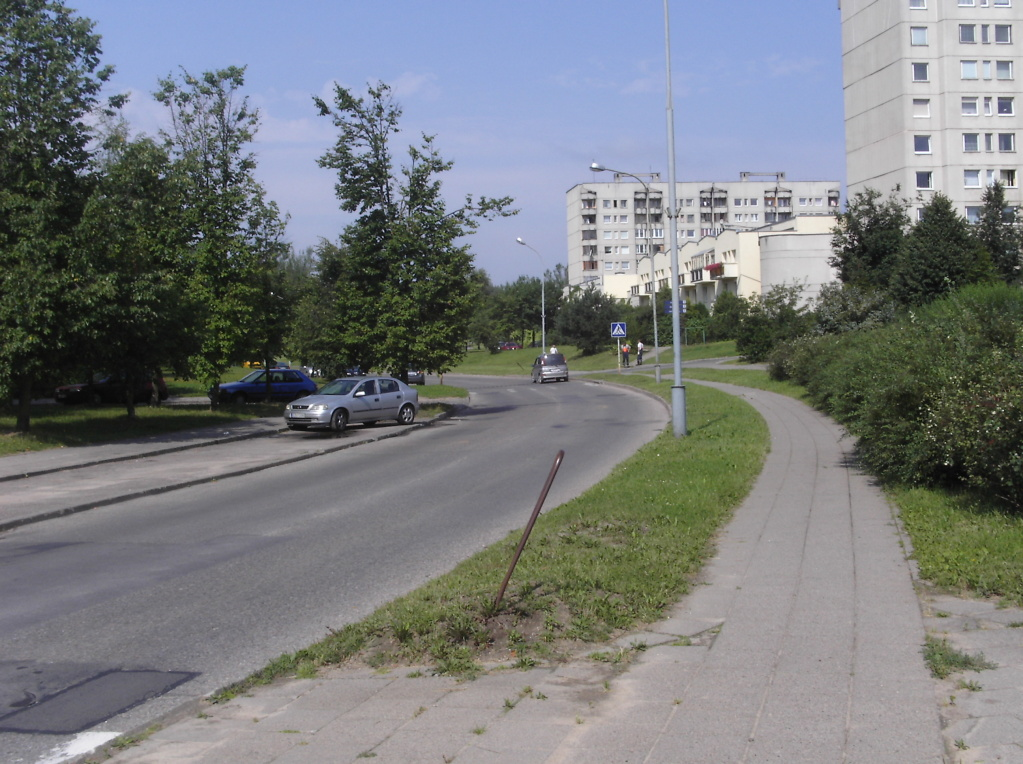
Žemynos gatvė
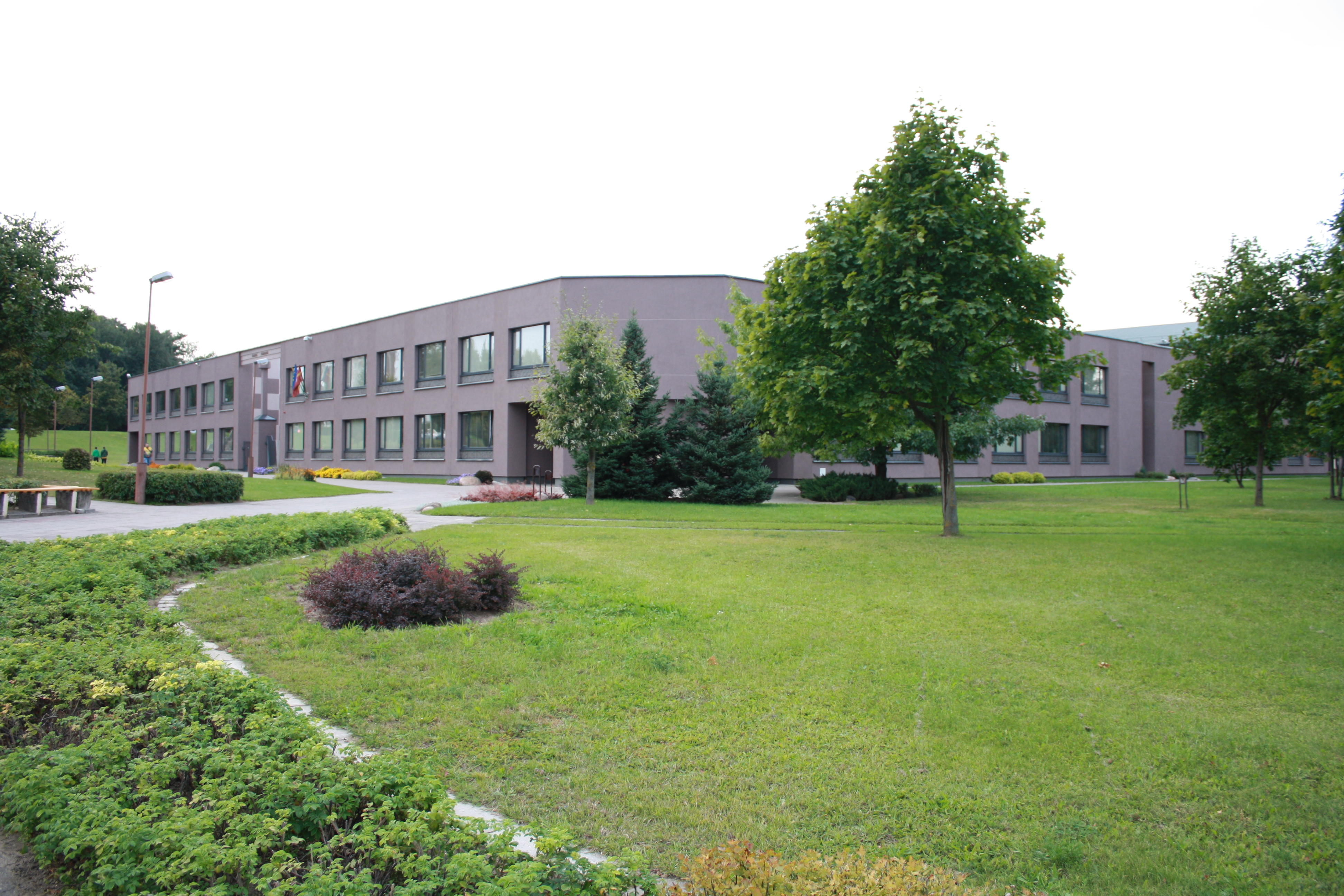
Litauisches Gabijos-Gymnasium
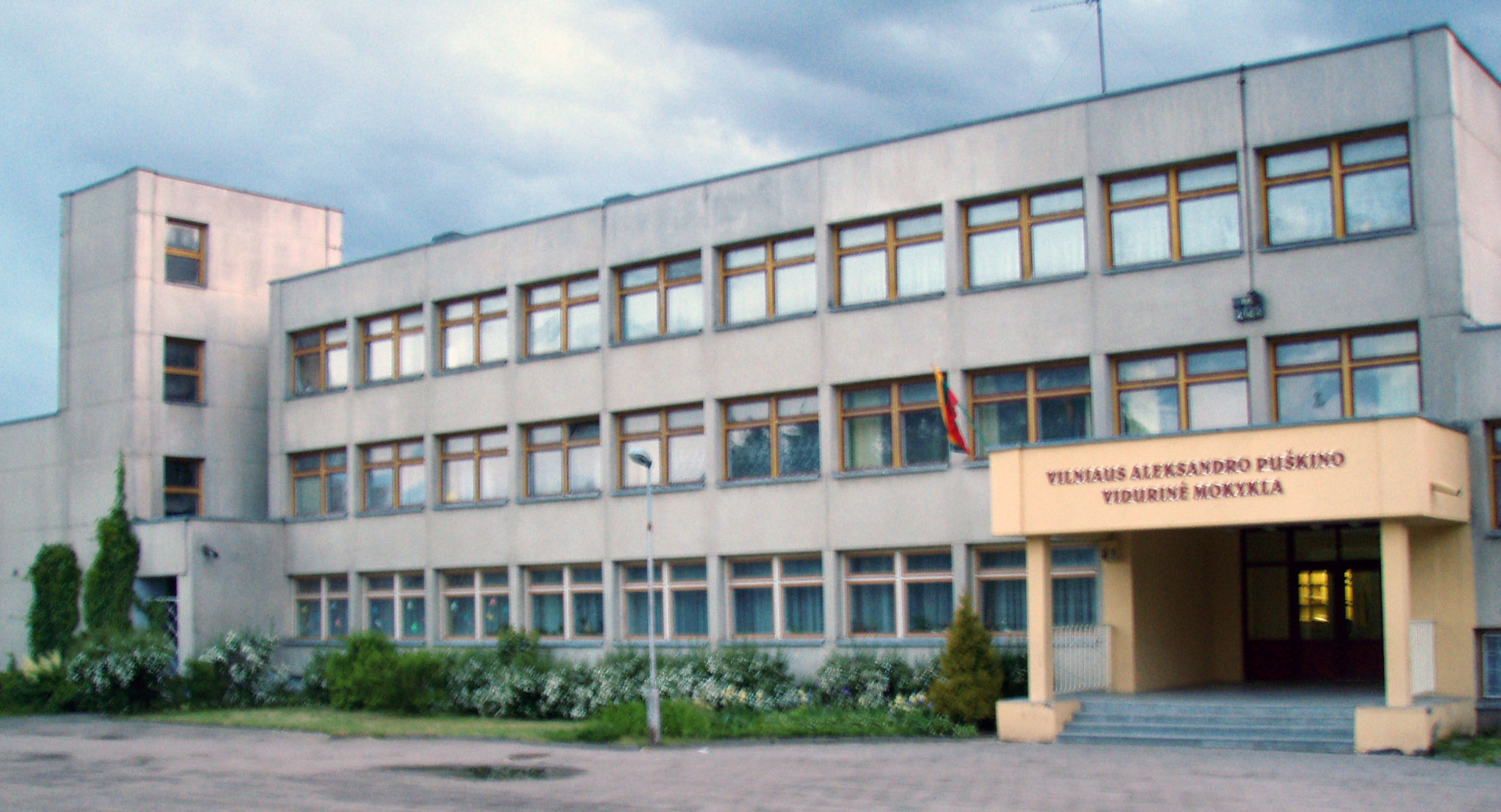
Russischsprachige Alexander-Puschkin-Schule